# Antonio Arco
Antonio Arco Puerto (Loja, Granada, 27 de abril de 1976), de nombre artístico Arco, es un cantante, guitarrista, compositor, escritor y letrista español, conocido anteriormente por haber integrado la banda granadina El Puchero del Hortelano hasta finales de 2015. A principios de 2016 comenzó su carrera en solitario como Arco.

## Biografía
Tras la separación de estos el 17 de octubre de 2015 comienza nueva etapa en solitario como Arco, el nombre de este nuevo proyecto. El 19 de febrero de 2016 se lanzó su álbum debut llamado Uno publicado por Warner Music Spain, colocándose como el 8.º disco más vendido del país en la semana de su estreno —19 de febrero de 2016— y llevándole a realizar una gira de conciertos por todo el país, América Latina, Canadá, Estados Unidos y Europa.
Tras dos años de su último disco lanza su segundo álbum "Abril" en primavera de 2018, de nuevo para Warner Music Spain y en esta ocasión, bajo la producción de Tato LaTorre, colocándose de nuevo en los primeros puestos de la lista de ventas Promusicae y llevándole a realizar una extensa gira por todo el país.
“100 veces”x su tercer álbumx salió en otoño de 2020, con las colaboraciones del rapero (Rayden), Diana Navarro e Iván Torres de Efecto Pasillo. 
En febrero de 2021 ha presentado su primer libro “40 años, 40 canciones”, estrenándose como escritor, un recorrido a los momentos más importantes de su vida, donde comparte sucesos, reflexiones y momentos que inspiraron muchos de sus temas más conocidos.

## Discografía

### Con El Puchero del Hortelano
- Aficiones (Producciones Peligrosas, 2000)[3]
- Once temas de conversación (Producciones Peligrosas, 2002)[3]
- Candela (Fourni Produccions Sonores / K Industria, 2005)[3]
- Harumaki (Aficiones Records, 2007)[3]
- Directo (Aficiones Records, 2009)[3]
- El tiempo de Manuel (Aficiones Records, 2010)[3]
- 2013 (Aficiones Records, 2013)[3]

### En solitario
- UNO (Warner Music, 2016)[9][10]
- ABRIL (Warner Music, 2018)[2]
- 100 Veces (2020)[2]
- Sol (2023)

## externos
- Web Oficial
- Antonio Arco en YouTube.
- Antonio Arco Puerto en X (antes Twitter)
- Antonio Arco Puerto en Facebook
- Antonio Arco Puerto en Instagram

- Datos: Q17993368